# Avenue du Gardon (Bruxelles)
Pour les articles homonymes, voir Rue du Gardon.
L'avenue du Gardon (en néerlandais : Voornlaan) est une rue bruxelloise de la commune d'Auderghem.

## Situation et accès
Elle est perpendiculaire à la rue des Pêcheries.
Sa longueur est d'environ 190 mètres.
| ___ | Ce site est desservi par la station de métro : Beaulieu. |

## Origine du nom
Elle porte le nom du gardon, un  poisson de la famille des cyprinidés (famille des carpes) en l’honneur de l’étang de pêche situé plus bas.

## Historique
Au XVIIe siècle, ces terrains (le Kasteelveld) appartenaient au chevalier Corneille de Man.
Cinq avenues furent tracées sur le Kasteelveld, selon décision du 6 juillet 1928. Le 13 juillet 1928, les noms pressentis pour les rues étaient :
- avenue du Kasteelveld,
- avenue de Montgen,
- avenue de Beaulieu,
- avenue de Terlinden et
- avenue de Cordeboeuf.

Le 15 mai 1937, le collège leur choisit cependant le nom d'avenue du Gardon.

## Bâtiments remarquables et lieux de mémoire
- Premier permis de bâtir délivré le 2 juin 1938 pour le no 22.